# Ювалде (Техас)
Ювалде (англ. Uvalde; другой вариант транскрипции — Ювалди) — город в штате Техас (США), расположенный примерно в 140 км западнее Сан-Антонио и в 235 км юго-западнее Остина. Ювалде является окружным центром одноимённого округа. Согласно Бюро переписи населения США, по переписи 2010 года население Ювалде составляло 15 751 человек.

## История

Расположение Ювалде в округе Ювалде, а также округа Ювалде в штате Техас

Населённый пункт, который изначально назывался Энсина (Encina), был основан в 1855 году Редингом Вудом Блэком. Сам Блэк поселился в тех местах в 1853 году, а в мае 1855 года он поручил спланировать новое городское поселение инженеру и архитектору Вильгельму Тилепапе.
В 1856 году Энсина была переименована в Ювалде, в честь испанского губернатора Хуана де Угальде (его имя было искажено: Ugalde → Uvalde), который воевал против местных индейцев в конце XVIII века. В том же 1856 году был образован одноимённый округ, и Ювалде стал его окружным центром. В 1857 году в Ювалде открылся почтовый офис.
Экономическому развитию Ювалде, который в 1888 году получил статус города, способствовало строительство железных дорог. Начиная с 1881 года, Ювалде служил транзитным пунктом на железной дороге Galveston, Harrisburg and San Antonio Railway. В 1911 году была построена железная дорога от Ювалде до Кристал-Сити, которая в 1912 году получила название San Antonio, Uvalde and Gulf Railroad. В 1921 году была построена 37-мильная (60-километровая) железнодорожная ветка Uvalde and Northern Railway, соединившая Ювалде и Кэмп-Вуд. Она функционировала до 1941 года.
24 мая 2022 года в начальной школе «Робб» произошло массовое убийство.

## Население
Согласно переписи населения 2010 года, в Ювалде проживали 15 751 человек, включая 5257 домашних хозяйств.
Расовый состав:
- 78,0 % белых
- 0,8 % чёрных и афроамериканцев
- 0,5 % коренных американцев
- 0,7 % азиатов
- 17,4 % других рас
- 2,7 % принадлежащих к двум или более расам

Доля испаноязычных жителей любых рас составила 78,4 %.
Возрастное распределение: 30,2 % младше 18 лет (из них 8,7 % младше 5 лет), 56,1 % от 18 до 64 лет, и 13,7 % возраста 65 лет и старше. На каждые 100 женщин было 93,1 мужчин (то есть 51,8 % женщин и 48,2 % мужчин).

## География
Ювалде находится в южной части Техаса, примерно в 140 км западнее Сан-Антонио, в 235 км юго-западнее Остина и в 90 км северо-восточнее ближайшей точки границы с Мексикой.
Через Ювалде протекает река Леона (приток реки Фрио). Примерно в 10 км западнее Ювалде протекает река Нуэсес.

## Климат
| Показатель                    | Янв. | Фев. | Март | Апр. | Май  | Июнь | Июль | Авг. | Сен. | Окт. | Нояб. | Дек. | Год  |
| ----------------------------- | ---- | ---- | ---- | ---- | ---- | ---- | ---- | ---- | ---- | ---- | ----- | ---- | ---- |
| Абсолютный максимум, °C       | 22,8 | 24,6 | 27,7 | 31,0 | 35,7 | 38,3 | 39,8 | 37,8 | 35,9 | 32,3 | 25,7  | 21,8 | 39,8 |
| Средний суточный максимум, °C | 17,8 | 20,3 | 24,7 | 28,0 | 31,9 | 34,6 | 36,3 | 36,1 | 33,3 | 28,6 | 22,5  | 18,2 | 27,7 |
| Средний суточный минимум, °C  | 2,5  | 5,2  | 9,4  | 13,5 | 17,9 | 20,9 | 21,8 | 21,7 | 19,2 | 14,1 | 8,2   | 3,6  | 13,2 |
| Абсолютный минимум, °C        | −1,3 | −1,1 | 1,0  | 6,2  | 9,4  | 14,9 | 19,0 | 20,7 | 19,8 | 17   | 9,1   | 4,5  | −1,3 |
| Норма осадков, мм             | 31   | 39   | 45   | 50   | 70   | 80   | 65   | 41   | 70   | 80   | 48    | 34   | 653  |
| Источник: www.weatherbase.com |      |      |      |      |      |      |      |      |      |      |       |      |      |

## Образование
Школы Ювалде принадлежат Ювалдскому объединённому независимому школьному округу (англ. Uvalde Consolidated Independent School District).
Рядом с Ювалде также находится один из кампусов Юго-западного техасского колледжа с двухгодичным образованием (Southwest Texas Junior College).

## Транспорт
- Автомобильное сообщение
  - Основные автомобильные дороги, пересекающие Ювалде:
    -  US 90 (англ. US Highway 90) подходит к Ювалде с востока (со стороны Сан-Антонио) и продолжается на запад, в сторону Дель-Рио и границы с Мексикой.
    -  US 83 (англ. US Highway 83) подходит к Ювалде с севера (со стороны Джанкшена) и продолжается на юг, в сторону Ларедо и границы с Мексикой.
    -  Шоссе 55 штата Техас (англ. State Highway 55) отходит от Ювалде в северо-западном направлении, в сторону Рокспрингса.

## Фотогалерея
|  |  |  |  |